# Xentrix
Xentrix ist eine Thrash-Metal-Band aus Preston, Lancashire, England. Die Musik enthält teilweise Midtempo-Passagen und zeichnet sich durch einen melodischen Gesang aus, vergleichbar etwa mit Exodus. Die Texte sind oft sozialkritisch geprägt.

## Geschichte
Xentrix erhielt einige Aufmerksamkeit durch das Ray-Parker-Jr.-Cover Ghostbusters und die unautorisierte Verwendung des Film-Logos im Artwork. Die Single wurde daraufhin mit neuem Cover wiederveröffentlicht. In Deutschland war die Band 1990 mit Annihilator und Despair unterwegs. Das etwa zeitgleich veröffentlichte Album For Whose Advantage? enthielt ein Cover des von Colin Townes geschriebenen Ian-Gillan-Songs Running, White Face, City Boy.
Nach der Veröffentlichung des teilweise melodiebetonter ausgefallenen Albums Kin 1992 und einer Europa-Tour mit Tankard trennte sich die Band. 1996 kam es mit Scourge zu einem kurzzeitigen Neustart. Dabei ersetzten der neue Sänger Simon Gordon und Andy Rudd an der Gitarre Chris Astley.
Anfang 2006 reformierte sich Xentrix für einige Auftritte in Großbritannien, gab aber bereits im September desselben Jahres die erneute Auflösung bekannt.
Im Jahre 2013 fand die Band wieder zusammen, um an einem neuen Album zu arbeiten.
Im Juli 2022 kündigte die Band ihr noch für dasselbe Jahr geplante Album Seven Words an.

## Diskografie
- 1989: Shattered Existence
- 1990: Ghostbusters (Single)
- 1990: For Whose Advantage? (Album)
- 1991: Dilute to Taste (Mini-Album)
- 1992: Kin (Album)
- 1992: The Order of Chaos (EP)
- 1996: Scourge
- 2019: Bury the Pain
- 2022: Seven Words